# Talent Magazine
Talent Magazine is de naam van een Nederlands stripblad dat heeft bestaan van november 1978 tot eind 1981. Er verschenen in totaal 7 nummers.
Het tijdschrift begon als de voortzetting van Tante Leny presenteert!. De redactie bestond uit Evert Geradts, Har van Fulpen en Piet Schreuders. Later traden Hanco Kolk en Robert Schakel toe tot de redactie.
De strips waren van zowel Nederlandse tekenaars, waaronder Evert Geradts, Hanco Kolk, Aloys Oosterwijk, Peter Pontiac en Mark Smeets, als buitenlandse tekenaars, waaronder Hunt Emerson, Robert Crumb, Jacques Tardi en Luuk Zeebroek.